# Santa Isabel (Santa Isabel)
Santa Isabel es un pueblo ubicado en el municipio de Santa Isabel en el estado libre asociado de Puerto Rico. En el Censo de 2010 tenía una población de 5133 habitantes y una densidad poblacional de 2.280,62 personas por km².

## Geografía
Santa Isabel se encuentra ubicado en las coordenadas 17°58′8″N 66°24′18″O / 17.96889, -66.40500. Según la Oficina del Censo de los Estados Unidos, Santa Isabel tiene una superficie total de 2.25 km², de la cual 2.25 km² corresponden a tierra firme y (0.23%) 0.01 km² es agua.

## Demografía
Según el censo de 2010, había 5133 personas residiendo en Santa Isabel. La densidad de población era de 2.280,62 hab./km². De los 5133 habitantes, Santa Isabel estaba compuesto por el 71.52% blancos, el 17.85% eran afroamericanos, el 0.43% eran amerindios, el 0.1% eran asiáticos, el 0.02% eran isleños del Pacífico, el 8.12% eran de otras razas y el 1.97% pertenecían a dos o más razas. Del total de la población el 99.73% eran hispanos o latinos de cualquier raza.